# Leste Goiano
Leste Goiano is een van de vijf mesoregio's van de Braziliaanse deelstaat Goiás. Zij omsluit bijna volledig het Federaal District en grenst verder aan de deelstaten Bahia in het noordoosten en Minas Gerais in het oosten en zuidoosten en de mesoregio's Sul Goiano in het zuiden, Centro Goiano in het westen en Norte Goiano in het noordwesten en noorden. De mesoregio heeft een oppervlakte van ca. 55.520 km². Midden 2004 werd het inwoneraantal geschat op 1.086.186.
Twee microregio's behoren tot deze mesoregio:
- Entorno de Brasília
- Vão do Paranã

Mesoregio's: Centro Goiano · Leste Goiano · Noroeste Goiano · Norte Goiano · Sul Goiano

Microregio's: Anápolis · Anicuns · Aragarças · Catalão · Ceres · Chapada dos Veadeiros · Entorno de Brasília · Goiânia · Iporá · Meia Ponte · Pires do Rio · Porangatu · Quirinópolis · Rio Vermelho · São Miguel do Araguaia · Sudoeste de Goiás · Vale do Rio dos Bois · Vão do Paranã